# Zamarada prolata
Zamarada prolata là một loài bướm đêm trong họ Geometridae.